# ラプラ県
ラプラ県（エストニア語：Rapla maakond）は、エストニアを構成する15の県の一つである。

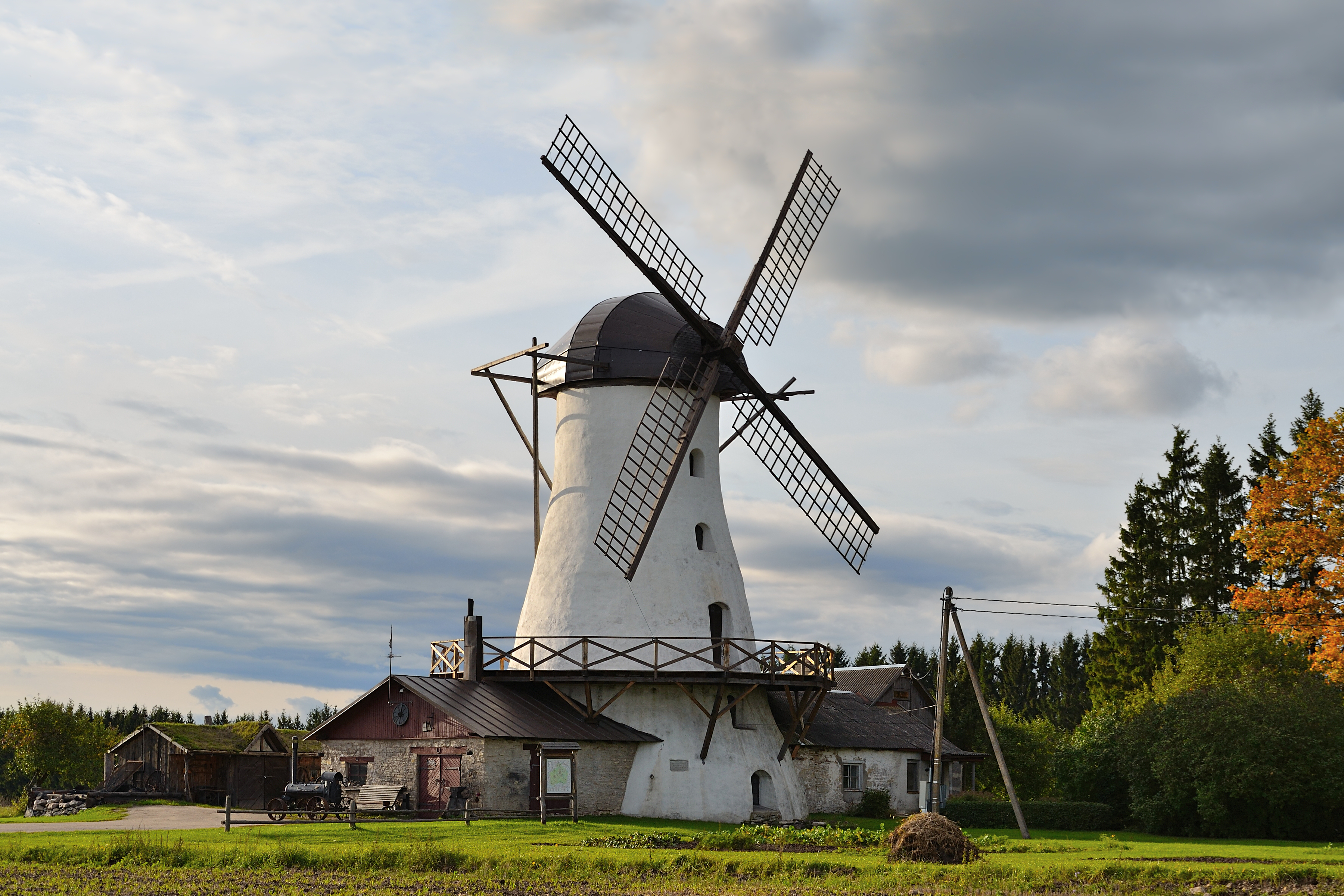
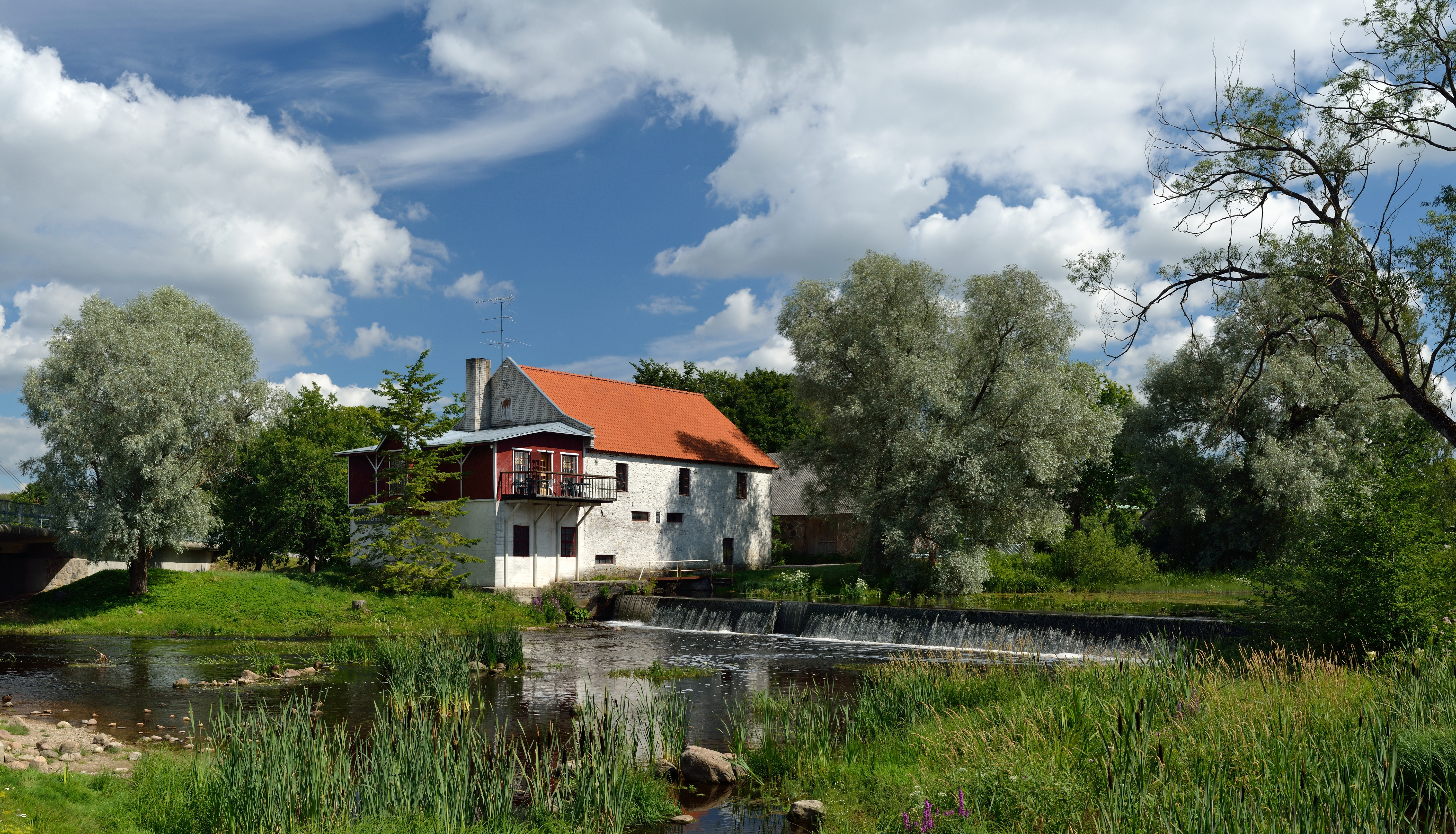
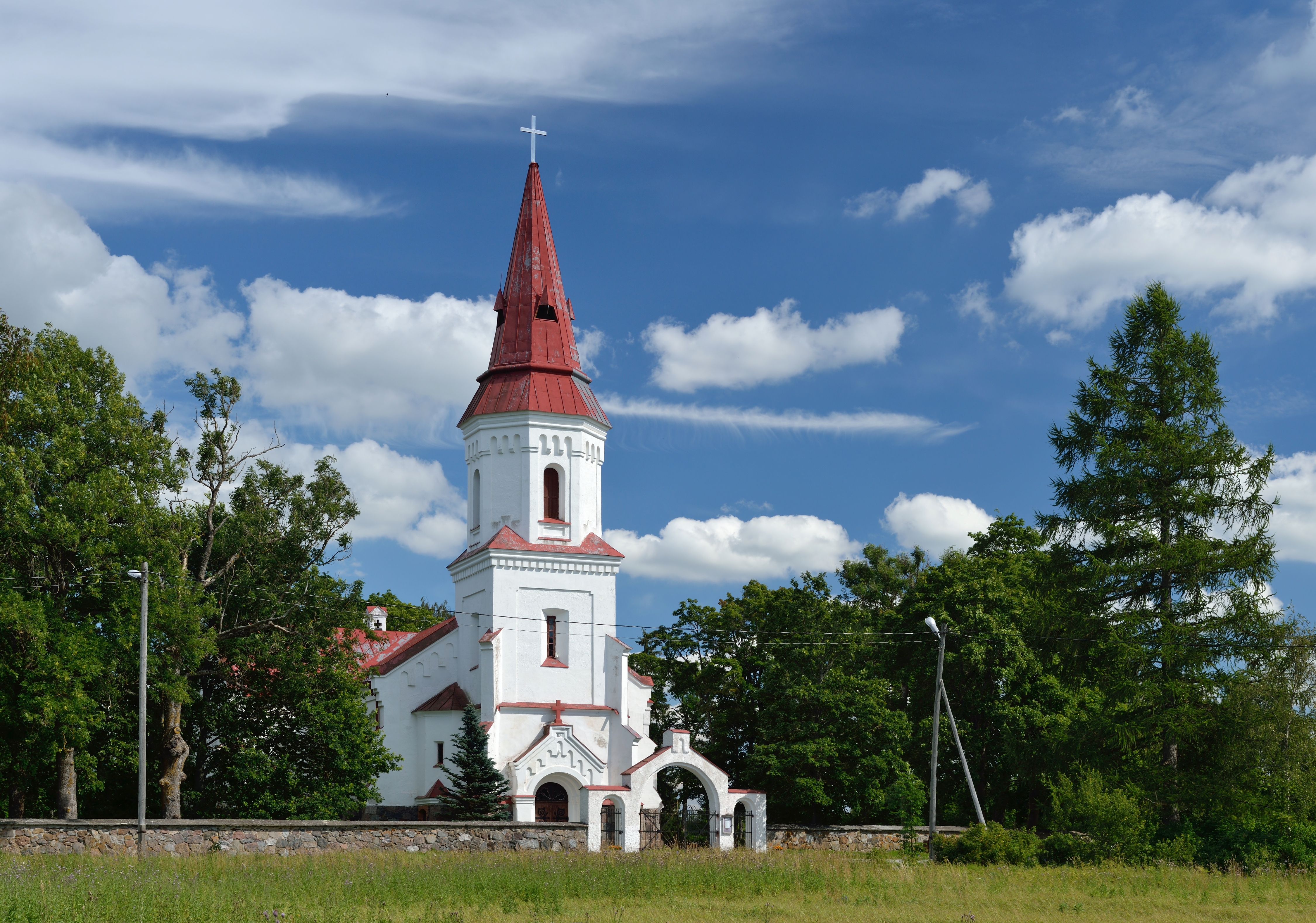
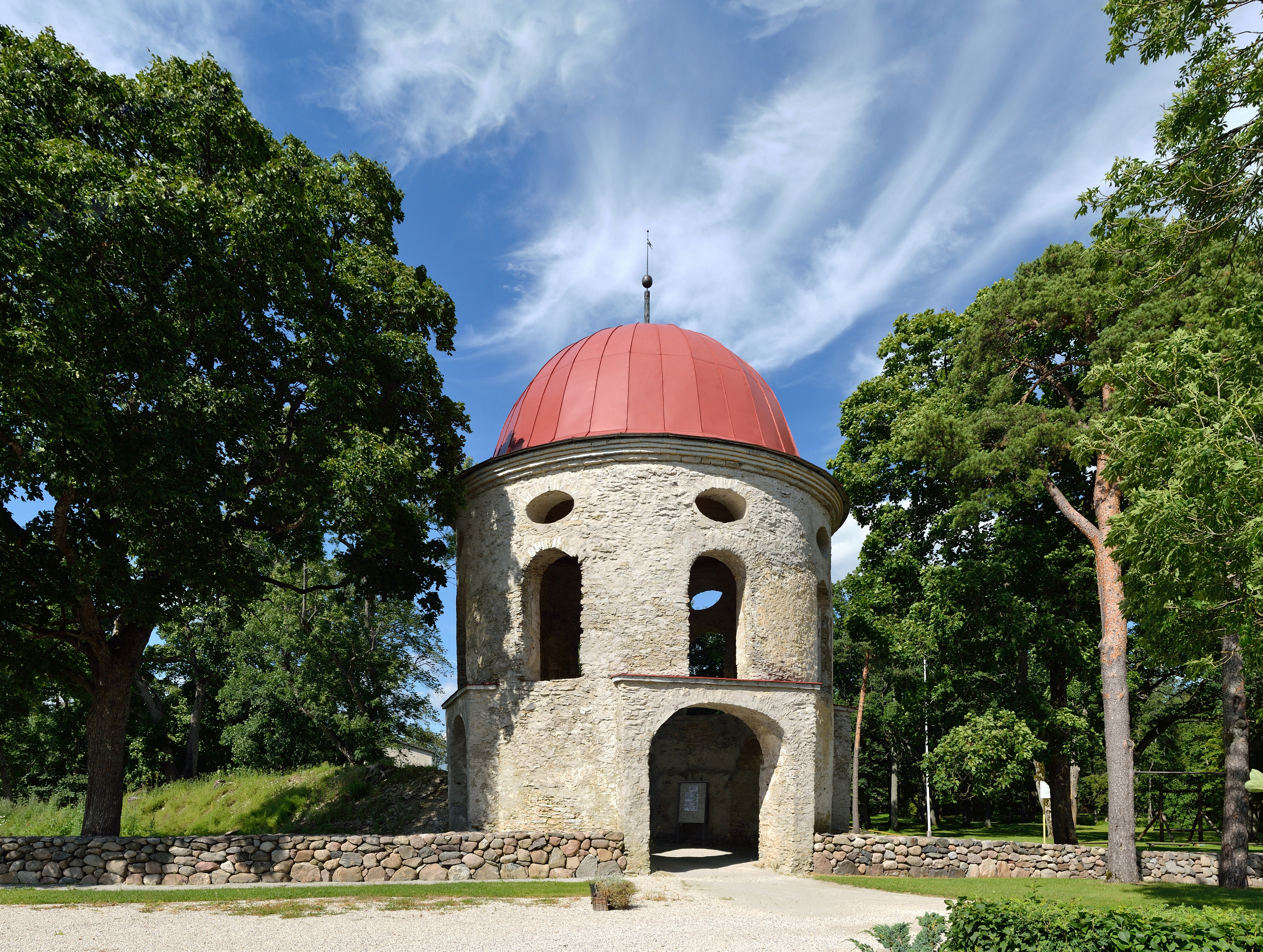
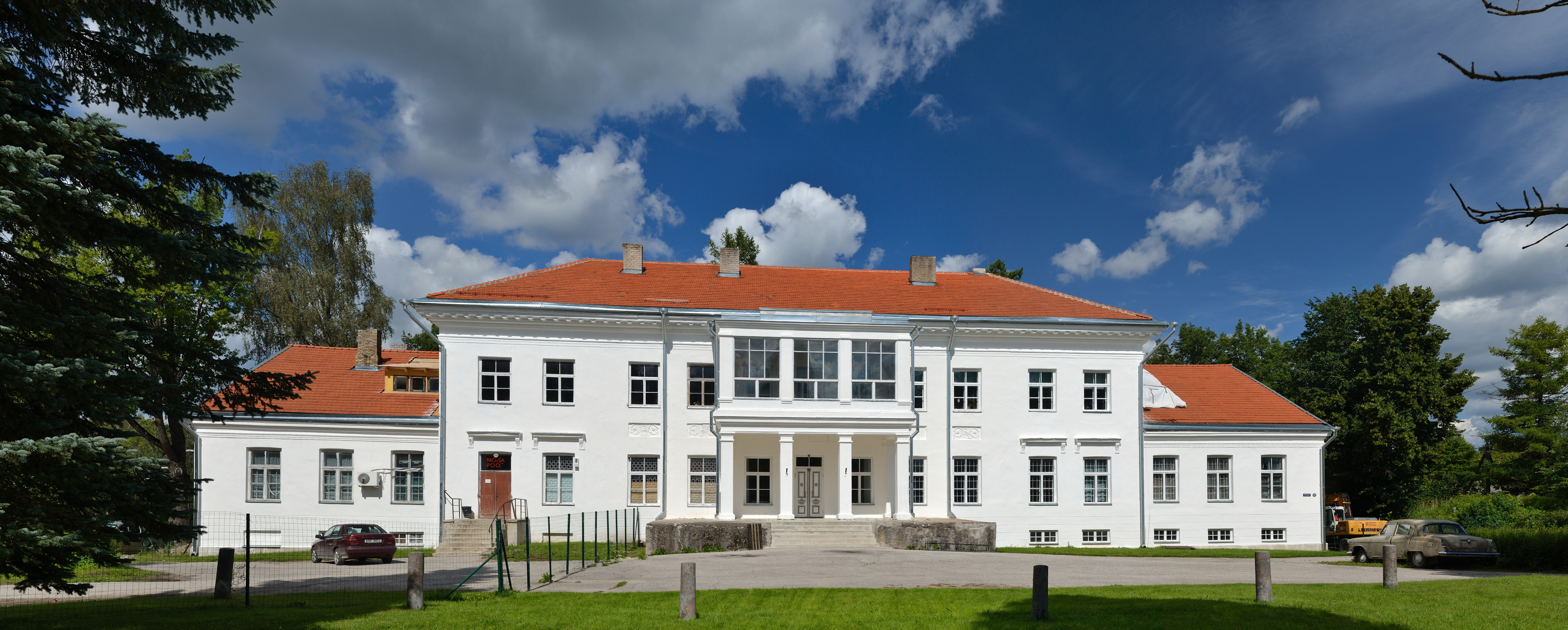
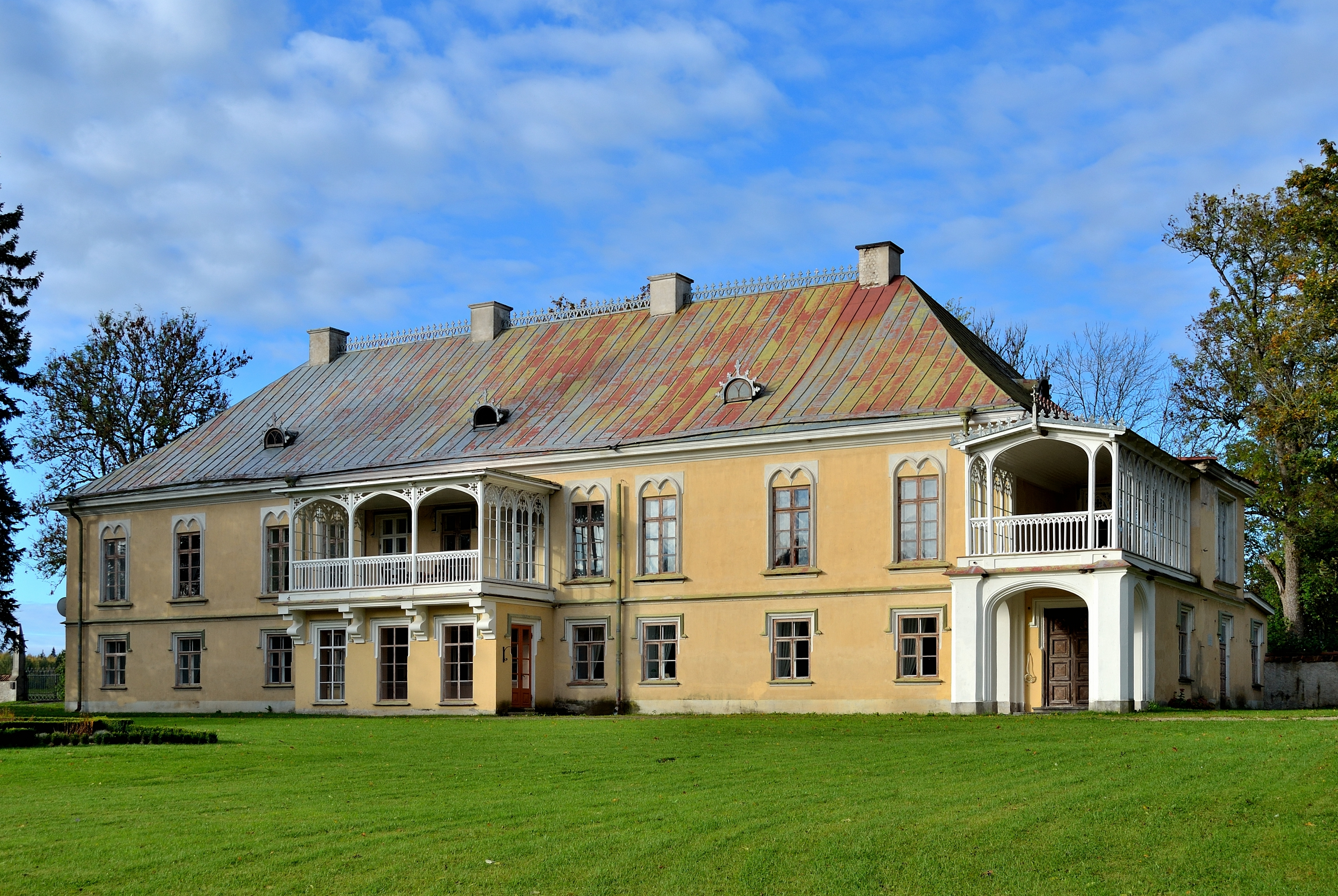